# Roberto Martínez Lacayo
Roberto Martínez Lacayo (Managua, Departamento de Managua, 18 de diciembre de 1899 - ibídem, 16 de febrero de 1984) fue un militar y político nicaragüense que formó parte del triunvirato de la Junta Nacional de Gobierno (JNG) entre 1972 y 1974.

## Biografía
Se casó con Dolores Abaunza Espinoza procreando a Roberto Martínez Abaunza, Emelina Eugenia Martínez Abaunza, Edmundo José Martínez Abaunza y Reynaldo Martínez Abaunza. Fue miembro del Partido Liberal Nacionalista (PLN) y de la Guardia Nacional (GN). Participó con el general Anastasio Somoza García en el golpe de Estado de 1936 que derrocó al presidente Juan Bautista Sacasa. En 1956, siendo coronel, formó del consejo de guerra que investigó el atentado contra Somoza (causado por Rigoberto López Pérez). Tras la firma del Pacto Kupia-Kumi entre el general Anastasio Somoza Debayle (presidente, por el PLN) y el doctor Fernando Agüero Rocha (por el Partido Conservador, PC) el 28 de marzo de 1971 en la Sala Mayor del Teatro Nacional Rubén Darío (TNRD) Roberto Martínez Lacayo fue nombrado general de división en 1972. El 1 de mayo del mismo año Somoza Debayle le entregó el poder a la Junta Nacional de Gobierno (conocida popularmente como la pata de gallina) formada por Martínez y el doctor Alfonso Lovo Cordero por el PLN y el doctor Agüero por el PC, cuyo periodo terminaría el 1 de diciembre de 1974; esto se hizo para que Somoza se reeligiera presidente ese último año. Pocos meses después un terremoto de 6.2 grados en la escala Richter destruyó la capital Managua y el general Somoza ejerció de facto el poder tras la JNG como Jefe Director de la GN. El 1 de marzo de 1973 renunció Agüero y el doctor Edmundo Paguaga Irías fue nombrado en su lugar; tras entregarle el poder al general Somoza en 1974 se convirtió en senador del Congreso Nacional junto con Lovo y el doctor Lorenzo Guerrero Gutiérrez (que siendo vicepresidente sucedió a René Schick Gutiérrez como Presidente de la República cuando éste murió el 3 de agosto de 1966).